# Stygioides
Stygioides é um gênero de mariposa pertencente à família Acrolophidae.